# Олімпіят (станція метро)
41°06′35″ пн. ш. 28°48′05″ сх. д. / 41.10972° пн. ш. 28.80139° сх. д.
Олімпіят (тур. Olimpiyat) — станція лінії М9 Стамбульського метрополітену, станція вперше введена в експлуатацію у складі лінії М3 7 липня 2013 року і була передана на лінію М9 29 травня 2021 року.
Розташована в Башакшехір, Стамбул, на північ від Олімпійського стадіону Ататюрка, але в межах комплексу олімпійського стадіону. 
Конструкція — колонна багатопрогінна станція мілкого закладення  з двома острівними платформами, що обслуговують три колії. 
На захід від станції розташовано депо ТЧ-Гюверджинтепе.
Пересадки — на автобус: 36AS, 36F, 79FY, 79K, HS1 MK2, MK11, MK12, MK13, MK14, MK15, MK16